# 周璞 (清朝)
周璞（？—？），山東蓬萊人，清朝政治人物。舉人出身。
道光三十年，接替黃文涵。擔任江蘇荆溪縣知縣。后由葉長華接任。